# Edelbert Richter

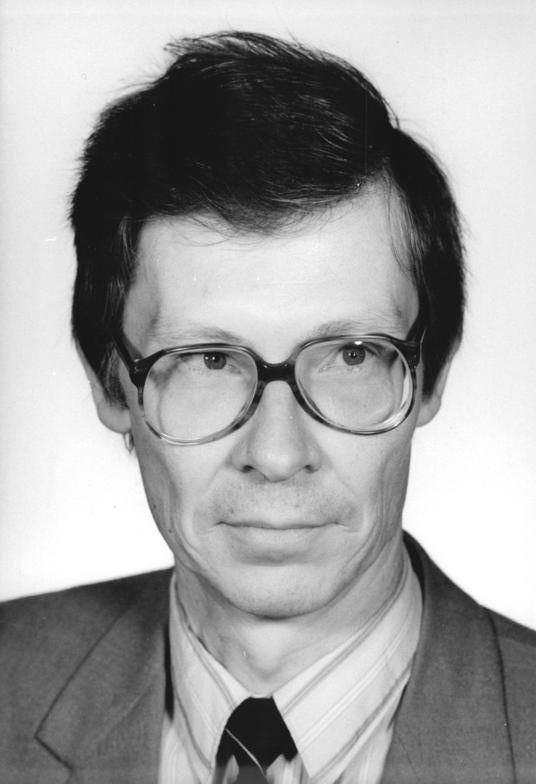
Edelbert Richter (1990)

Edelbert Richter (* 25. Februar 1943 in Chemnitz; † 23. Juli 2021 in Weimar) war ein deutscher Theologe, Politiker (DA, SPD, Die Linke) und Mitglied des Deutschen Bundestages.

## Leben

### Ausbildung und Beruf
Edelbert Richter besuchte zunächst eine Schule im sächsischen Freiberg. Das Abitur legte er an der Erweiterten Oberschule „Käthe Kollwitz“ in Zwickau ab. Anschließend begann Richter im Jahr 1961 an der Berliner Humboldt-Universität ein Philosophiestudium, wurde aber aufgrund „ungenügender politischer Reife“ kurz nach Studienbeginn exmatrikuliert.  Vom Studienplatz weg wurde er „zur Bewährung in der Produktion“  geschickt und arbeitete bis zum Jahr 1963 als Kranführer. Anschließend begann er ein Theologiestudium in Halle (Saale), das er 1968 abschloss. Nach dem Studium wurde er Assistent am Katechetischen Oberseminar in Naumburg und danach Vikar in Sachsen. Im Jahr 1974 wurde er Pfarrer in Naumburg und Stößen, zwei Jahre später beendete er seine kirchliche Qualifikationsarbeit. Nach Einreichung seiner Dissertation wurde er im Jahr 1976 zum Dr. theol. promoviert.
Im Jahr 1987 erhielt er eine Berufung als Pfarrer nach Erfurt und arbeitete als Dozent an der Predigerschule in Erfurt, die in Teilen des ehemaligen Augustinerklosters untergebracht war. Von 1987 bis 1990 war Richter als Dozent und Repetent für Systematische Theologie und Philosophie am Katechetischen Oberseminar der Evangelischen Kirche der Kirchenprovinz Sachsen in Naumburg tätig, einer der drei nicht-staatlichen evangelischen Hochschulen in der DDR. Zugleich war er in den Jahren 1977 und 1987 in Naumburg Studentenpfarrer.
Nach der deutschen Wiedervereinigung wurde Richter Mitglied der Vereinigung Deutscher Wissenschaftler und übernahm von 2004 bis 2008 Lehraufträge zum Gebiet Philosophie an der Bauhaus-Universität Weimar. In der Kirche arbeitete er jedoch nicht mehr aktiv.
Edelbert Richter war verheiratet und engagierte sich auch mit seiner Frau Andrea in der Politik. Er starb im Juli 2021 im Alter von 78 Jahren in Weimar, wo er in seinen letzten Lebensjahren gewohnt hatte. Am 31. Juli wurde Richter auf dem Friedhof Oberweimar beigesetzt.

### Politik
Von 1981 bis 1989 engagierte sich Richter in regimekritischen Gruppen und in der Friedens- und Ökologiebewegung. Dabei entwickelte er politische Modelle zur Wiedervereinigung Deutschlands. Richter war im Jahr 1989 Gründungsmitglied der Partei Demokratischer Aufbruch, die eine oppositionelle politische Gruppierung in der DDR darstellte. Ab Dezember wandten sich führende Mitglieder der CDU zu, mit der sie und die DSU später das Wahlbündnis Allianz für Deutschland eingingen. Richter trat jedoch im Januar 1990 in die SPD über. Für die Sozialdemokraten kandidierte er zur ersten freien Volkskammerwahl 18. März 1990 im Wahlkreis Erfurt auf Listenplatz 7. Dieser reichte nach dem Wahlergebnis zunächst nicht für ein Volkskammermandat, da die SPD in diesem Wahlkreis nur sechs Mandate errungen hatte. Da der Thüringer SPD-Landesvorsitzende Wilfried Machalett am 22. März 1990 jedoch von Amt und Mandat zurücktrat, rückte Richter in die Volkskammer nach. Im letzten DDR-Parlament war Richter Vorsitzender des Ausschusses Deutsche Einheit. Nach Auflösung der Volkskammer am 2. Oktober 1990 gehörte er zu den 144 Abgeordneten, die bis zur Bundestagswahl im Dezember 1990 Mitglied des Bundestages wurden. Darüber hinaus wurde noch von der SPD-Volkskammerfraktion als Beobachter für das EU-Parlament benannt.
Im Jahr 1991 wurde Richter Mitglied der Grundwertekommission beim Parteivorstand der SPD. Von 1991 bis 1994 war er Beobachter im Europäischen Parlament. Zur Bundestagswahl 1994 wurde er wiedergewählt und gehörte dem Bundestag bis 2002 an. Richter war Erstunterzeichner der Erfurter Erklärung 1997.
Richter engagierte sich ab dem Jahr 2000 in der Antiglobalisierungsbewegung Attac und war Mitglied der Zukunftskommission der Rosa-Luxemburg-Stiftung. Im Unterschied zu einigen Ex-Bürgerrechtlern der DDR begrüßte Richter 2004 die Verwendung des Begriffs „Montagsdemonstrationen“ im Zusammenhang mit den Protesten gegen die Hartz-Reformen der Bundesregierung.
Angesichts des von der SPD unter Bundeskanzler Gerhard Schröder eingeschlagenen Weges der Agenda 2010 trat Edelbert Richter 2005 aus der SPD aus. Im Jahr 2007 trat Richter in die Partei Die Linke ein. Er wurde Mitglied des Willy-Brandt-Kreises.
Richter war Verfasser von mehr als zehn gesellschaftspolitisch orientierten Büchern.

## Werke (Auswahl)
- Zweierlei Land – Eine Lektion. Konsequenzen aus der deutschen Misere. DDR-Samisdat, Berlin 1989.
- Sozialismus – despotisches Erbe oder Idee? In: André Glucksmann u. a.: Debakel einer Utopie (= pro vocation. Band 3). Union Verlag, Berlin 1990, ISBN 3-372-00384-5, S. 41–44.
- Christentum und Demokratie in Deutschland: Beiträge zur geistigen Vorbereitung der Wende in der DDR. Kiepenheuer, Leipzig / Weimar 1991, ISBN 3-378-00495-9.
- Erlangte Einheit – verfehlte Identität: Auf der Suche nach den Grundlagen für eine neue deutsche Politik. Kontext, Berlin 1991, ISBN 3-86161-012-4. (online)
- Wendezeiten: Das Ende der konservativen Ära. Böhlau, Köln u. a. 1994, ISBN 3-412-07394-6.
- Aus ostdeutscher Sicht: Wider den neoliberalen Zeitgeist. Böhlau, Köln u. a. 1998, ISBN 3-412-07498-5.
- Eine zweite Chance? Die SPD unter dem Druck der „Globalisierung“. VSA, Hamburg 2002, ISBN 3-87975-895-6.
- „Reform“ als Restauration und hegemoniale Nostalgie. VSA, Hamburg 2005, ISBN 3-89965-133-2.
- „… dass die Macht an sich böse ist“: Eine Aktualisierung von Jacob Burckhardt. Hamburg 2006.
- Die Linke im Epochenumbruch – Eine historische Ortsbestimmung. VSA, Hamburg 2009, ISBN 978-3-89965-348-9.
- Deutsche Vernunft – angelsächsischer Verstand. Intime Beziehungen zwischen Geistes- und Politikgeschichte. Berlin 2015.
- Für ein Ende der Halbwahrheiten: Korrekturen an unserem Bild von Judentum und Nationalsozialismus. Manuscriptum, Lüdinghausen 2018, ISBN 978-3-944872-84-1.
- Das Eigene wagen: Besinnung auf deutsche Traditionen in Politik, Kultur und Wirtschaft. quartus, Bucha 2020, ISBN 978-3-947646-26-5.
- Mythen angelsächsischer Demokratie. Ideal und Realität des klassischen Liberalismus. quartus, Bucha 2022, ISBN 978-3-947646-36-4.